# Sobralia madisonii
Sobralia madisonii är en orkidéart som beskrevs av Dodson. Sobralia madisonii ingår i släktet Sobralia och familjen orkidéer. Inga underarter finns listade i Catalogue of Life.